# Grandia Original Soundtracks
 (octobre 2016).
Grandia Original Soundtracks est un double album qui vise à compiler les musiques du jeu Grandia. Sorti le 22 décembre 1997, il est composé et arrangé par Noriyuki Iwadare et produit par le label King Records.
Le premier CD compile les musiques composées pour être joué à l'orchestre, alors que le second se concentre sur les musiques jouées au synthétiseur.

## Liste des titres

### CD 1
| No  | Titre                        | Durée |
| --- | ---------------------------- | ----- |
| 1.  | Theme of Grandia             | 4:41  |
| 2.  | The Sandy Beach of Gumbo     | 5:45  |
| 3.  | Delightful Adventure         | 3:44  |
| 4.  | Farewell to Sue              | 3:04  |
| 5.  | Castle of Dreams             | 3:35  |
| 6.  | Colonel Mullen               | 3:57  |
| 7.  | The Beautiful Woman of Alent | 4:28  |
| 8.  | Ghost Ship                   | 4:29  |
| 9.  | The Edge of The World        | 4:20  |
| 10. | An Approaching Crisis        | 3:18  |
| 11. | Leen's Love Theme            | 5:04  |

### CD 2
| No  | Titre                            | Durée |
| --- | -------------------------------- | ----- |
| 1.  | Prelude                          | 1:14  |
| 2.  | Town of Parm                     | 3:32  |
| 3.  | Lilly of the Seagull Restaurant  | 2:59  |
| 4.  | Sult Ruins                       | 3:51  |
| 5.  | New Parm: Frontier of Our Hearts | 3:51  |
| 6.  | Dom Ruins                        | 4:25  |
| 7.  | Duel With Gadwin                 | 3:32  |
| 8.  | Dight Village                    | 3:46  |
| 9.  | Prayers of Gumbo                 | 2:16  |
| 10. | Twin Towers                      | 6:00  |
| 11. | Cafu Village                     | 3:41  |
| 12. | Zil Padon                        | 4:29  |
| 13. | Snowy Laine Village              | 4:20  |
| 14. | Stand and Rise! Justin           | 3:20  |